# Emphasis (canção)
"Emphasis" é uma canção da banda holandesa de metal sinfônico After Forever, lançada como primeiro single do álbum Decipher em 4 de abril de 2002 através da Transmission Records.

## Composição e produção
A canção é a quarta faixa do segundo álbum da banda, Decipher. A letra foi escrita pela vocalista Floor Jansen, e a música foi composta por Jansen e os guitarristas Sander Gommans e Mark Jansen (também vocalistas).
O lado B do single é a canção "Who Wants to Live Forever", um cover da banda Queen, que contém as participações do cantor Damian Wilson e o músico Arjen Anthony Lucassen.
Sua gravação ocorreu entre junho e agosto de 2001 em estúdios dos Países Baixos.

## Vídeo musical
Foi filmado um vídeo musical para a faixa no qual cada integrante da banda aparece tocando seu instrumento. Cenas da vocalista Floor Jansen cantando isoladamente sob luzes verdes e azuis também se mesclam com a performance dos membros do grupo. Os símbolos da capa de Decipher e do single também são exibidos no começo e no fim do videoclipe, respectivamente.

## Apresentações ao vivo
A canção foi uma das primeiras do álbum a ser apresentada ao público juntamente com "Monolith of Doubt" e "My Pledge of Allegiance #1", ainda durante os concertos promocionais de Prison of Desire, no início de 2001, tornando-se uma faixa regular nas apresentações ao vivo da banda desde então.

## Faixas
| N.º            | Título                                                                                     | Letras         | Música                               | Duração |  |
| 1.             | "Emphasis"                                                                                 | Floor Jansen   | Sander Gommans F. Jansen Mark Jansen | 4:18    |  |
| 2.             | "Who Wants to Live Forever" (cover de Queen; part. Damian Wilson & Arjen Anthony Lucassen) | Brian May      | May                                  | 4:46    |  |
| 3.             | "Imperfect Tenses" (part. Damian Wilson)                                                   | F. Jansen      | F. Jansen M. Jansen                  | 4:08    |  |
| 4.             | "Intrinsic"                                                                                | F. Jansen      | Gommans F. Jansen M. Jansen          | 6:53    |  |
| Duração total: | Duração total:                                                                             | Duração total: | Duração total:                       | 20:05   |  |

## Créditos

### Banda
- Sander Gommans – guitarra, vocais
- Mark Jansen – guitarra, vocais
- Luuk van Gerven – baixo
- Floor Jansen – vocais
- André Borgman – bateria
- Lando van Gils – teclado

### Músicos convidados
- Arjen Anthony Lucassen – guitarra, teclado em "Who Wants to Live Forever"
- Damian Wilson – vocais em "Who Wants to Live Forever" e "Imperfect Tenses"

### Equipe técnica
- Carsten Drescher – design
- Hans van Vuuren – produção executiva
- Oscar Holleman – produção
- Peter van 't Riet – masterização
- Stephen van Haestregt – produção, engenharia